# Zelig (album)
Zelig – drugi album studyjny Krzysztofa Zalewskiego, wydany w listopadzie 2013, po 9 latach przerwy od poprzedniego. Wydawcą albumu jest wytwórnia Kayax. Tytuł i charakter płyty nawiązuje do tytułowej postaci z filmu Woody'ego Allena – Zelig dostosowywał swoje oblicze do osoby, z którą przebywał. Album został uznany przez krytyków muzycznych zarówno za niepokojący, jak i przyciągający, za wyrastający ponad obecne czasy. Przez to bywa porównywany do twórczości Davida Bowiego czy Franka Zappy. Jednym głosem, śpiewając o sprawach jak przyszłość, strach, miłość, tęsknota, Zalewski występuje tu z mieszaniną pomysłów, muzycznych rozwiązań, rytmów. Zelig jest nominowany w kategorii „Polska Płyta Roku” na portalu Brand New Anthem.

## Lista utworów
| Nr  | Tytuł utworu  | Długość |
| --- | ------------- | ------- |
| 1.  | „Jaśniej”     | 3:11    |
| 2.  | „Gatunek”     | 4:17    |
| 3.  | „Spaść”       | 3:39    |
| 4.  | „Ósemko”      | 4:03    |
| 5.  | „Folyn”       | 1:57    |
| 6.  | „Zboża”       | 4:33    |
| 7.  | „Rzek”        | 2:27    |
| 8.  | „Zimowy”      | 3:49    |
| 9.  | „Ry55”        | 3:44    |
| 10. | „Her Majesty” | 1:08    |
|     |               | 32:48   |